# توماس ريان (عسكري)
توماس ريان (بالإنجليزية: Thomas Ryan)‏ هو عسكري أيرلندي، ولد في 1893 في Tubrid ‏ في جمهورية أيرلندا، وتوفي في 1980 في Ballylooby ‏ في جمهورية أيرلندا.